# حاجي أباد سرحدي (غافروبارمون)
حاجي أباد سرحدي (بالفارسية: حاجی‌آباد سرحدی) هي قرية تقع في إيران في هرمزغان. يقدر عدد سكانها بـ 251 نسمة بحسب إحصاء 2016.